# Ferdinand Zovko
Ferdinand Zovko (Čalići, 19. listopada 1943. – Čalići, 1. siječnja 2023.) bio je hrvatski operni bariton i sveučilišni profesor iz Hercegovine.

## Životopis
Rođen je u Čalićima pokraj Čitluka, gdje je već u ranom djetinjstvu preko radioprijamnika slušao Mariju Callas, koja mu je postala glazbeni i pjevački uzor.
Kao dijete krajem 1950-ih došao je u Dubrovnik, gdje je sa 17 godina prodavao ulaznice na Dubrovačkim ljetnim igrama. Pridružio se zboru Male braće i katedralnom zboru. 
Prvo glazbeno obrazovanje stječe u klasi profesorice Milke Padovan. Diplomski koncert održao je u pratnji simfonijskog orkestra u Kneževu dvoru 1962. godine. Nakon toga s 20 se godina oženio i dobio sina Orsata, kasnije poznatog športskog menadžera. Istodobno s poslom u hotelu, položio je prijamne ispite na tri akademije - u Sarajevu, Zagrebu i Beogradu.
Na objavljenom natječaju Sarajevske opere, dobiva jedino mjesto bariton, upisuje Sarajevsku akademiju i angažman u Narodnom pozorištu. Profesorica Danon Kurpjel znala je reći kako je »najljepši glas na akademiji«.
Iz Sarajeva odlazi u Zagreb gdje nastavlja studirati na Muzičkoj akademiji u klasi glasovitog Vladimira Ruždjaka kao njegov prvi đak, i svojim nastupima ubrzo stekao status u zagrebačkim opernim krugovima. Zanimljivo da je za diplomski koncert u Hrvatskome glazbenom zavodu po ploču Wagnerove opere morao ići u Austrijsko veleposlanstvo, jer Wagner nije bio dostupan u glazbenim prodavaonicama. Također je i zanimljivo kako je Zovko na Zagrebačkoj akademiji zajedno diplomirao s maestrom Vjekoslavom Šutejom. Šutej je bio prvi Zovkov dirigent, a Zovko njegov prvi solist.
Godine 1979. postaje prvim magistrom u klasi umjetnice i profesorice Biserke Cvejić na Beogradskom fakultetu muzičkih umjetnosti. Potom odlazi u Rijeku i Opatiju, gdje bilježi prve službene nastupe i postaje prvak riječke opere, a kasnije i u Osijek, gdje je prvi put igrao cijelog Verdija. S tamošnjim maestrom Željkom Milerom snimio je nosač zvuka s deset opernih arija. U Osijeku je radio i kao sveučilišni profesor, a debitirao je ulogom Luna u Verdijevom Trubaduru. Kasnije je isticao kako je upravo Verdi skladatelj kojim je obilježio svoju karijeru, nastupivši u njegovim operama u Luksemburgu, Španjolskoj, Poljskoj, Francuskoj i Njemačkoj.
Najdraža pjesma mu je »Domovina i ljubav« Ivana pl. Zajca, a redovito je izvodio djela Lisinskog i Gotovca i ostalih hrvatskih skladatelja. Koncert u sklopu proslave 40. obljetnice karijere održao je u Mostaru, zajedno s mezzosporanisticom Dubravkom Šeparpović.
Dobitnik je nagrade Centra za mir za »promicanje suživota u Mostaru«. Oženjen je suprugom Katicom, s kojom ima sina Orsata.